# Horton Ledge
Horton Ledge ist ein abgeflachter Gebirgskamm im westantarktischen Queen Elizabeth Land. Er markiert den südwestlichen Ausläufer des Pecora Escarpment am südwestlichen Ende der Pensacola Mountains.
Der United States Geological Survey kartierte ihn anhand von Vermessungen und Luftaufnahmen der United States Navy aus den Jahren von 1956 bis 1966. Das Advisory Committee on Antarctic Names benannte ihn 1968 nach Edward C. Horton Jr., Elektrotechniker auf der Plateau-Station im antarktischen Winter des Jahres 1966.